# 羽生名人のおもしろ将棋
羽生名人のおもしろ将棋（はぶめいじん の おもしろ しょうぎ）は、アクセスが開発し、1995年3月31日にトミーより12,000円で発売されたSFC用ゲーム。
羽生善治と日本将棋連盟がプロデュースした将棋ソフト。一般の対局モードだけではなく、以下のモードがある。

## 変り種の対局
将棋大戦略
初陣段階で存在する駒を自陣四段目以内の任意の場所に置く事ができ、更に王以外の駒を持ち駒にすることが出来る。
地雷将棋
軍人将棋のように自陣から三段目以内に地雷を置き敵駒が踏むと自分の持ち駒にすることができる。
衝立将棋
相手の駒の動きが移動するときにしか見えない。対戦相手はCPUのみ。
お面将棋
王と金以外の駒は成ると全てお面の形になってしまい、覚えていないとどれが何の駒だか判らなくなる。

## 名勝負回顧録
羽生がチョイスした自身のタイトル戦の棋譜が二十強収録されている。要所要所で「次の一手」として三択問題とそれぞれの変化図と解説が出る。

## 対局時計
単純に時計機能。ゲームの中ではなく実際に盤面を使って対局するときに用いるもの。